# デンジャラス・ライ
『デンジャラス・ライ』（原題:Dangerous Lies）は2020年に配信されたアメリカ合衆国のサスペンス映画である。監督はマイケル・M・スコット、主演はカミラ・メンデスが務めた。

## ストーリー
ケイティは大学院生のアダムと婚約したが、学費などの出費が嵩み家計は常に火の車であった。ある日、ケイティは裕福な高齢男性（レナード）の介護を引き受けることになった。レナードと雑談をする中で、ケイティは経済的に困窮していることをうっかり言ってしまった。レナードは支援を申し出たが、申し訳なく思ったケイティはそれを断り、代わりにアダムを庭師として雇ってくれるよう頼み込んだ。ほどなくして、不動産業者のヘイデンがレナードの元を訪れ、家を売却するようしつこくせがんだ。ヘイデンはケイティに取りなしを頼んだが、彼女はそれをきっぱりと断った。その一件以来、ヘイデンはケイティとアダムの様子をこっそりと監視するようになった。
何とかしてケイティを助けたいレナードは7000ドルの小切手を切ることにした。ケイティは受け取りたくなかったが、支払期日が迫っていたため、やむなく一部を受け取ることにした。翌日、いつものように2人が出勤したところ、レナードは既に亡くなっており、現金が詰められたトランクケースが放置されていた。取り敢えず、2人は現金を金庫の中に入れることにした。アダムは現金を回収するべくレナード邸に忍び込むが、何者かが既に不法侵入していた。その「何者か」はアダムを昏倒させたが、結局現金の在処を突き止めることはできなかった。
葬儀の席で、ケイティとアダムはレナードの弁護士（ジュリア）から「私の依頼人はケイティさんに邸宅を含む全財産を譲るという遺言書を作成されました」と知らされた。1日にして金持ちになったアダムは舞い上がり、「相続税を支払わずに済む方法はないだろうか」などと考え始める始末であった。ケイティは日を追うごとに強欲さと抜け目なさを増していくアダムを苦々しく思っていた。そんな折、アダムにレナード殺害疑惑が持ち上がった。

## キャスト
- カミラ・メンデス - ケイティ・フランクリン
- ジェシー・T・アッシャー - アダム・ケットナー
- ジェイミー・チャン - ジュリア・バイロン＝キム
- カム・ジガンデイ - ミッキー・ヘイデン
- サッシャ・アレクサンダー - チェスラー刑事
- エリオット・グールド - レナード・ウェルズリー
- マイケル・P・ノーシー - ジョージ・カルヴァーン
- ニック・パーチャ - チャーリー

## 製作・マーケティング
2019年4月9日、カミラ・メンデスがマイケル・M・スコット監督の新作映画『Windfall』に出演すると報じられた。5月8日、ジェシー・T・アッシャー、ジェイミー・チャン、カム・ジガンデイ、サッシャ・アレクサンダー、エリオット・グールドがキャスト入りした。同月、本作の主要撮影がカナダのバンクーバーで行われた。2020年4月12日、ジェームズ・ヤンドリッシュが本作で使用される楽曲を手掛けるとの報道があった。13日、本作のオフィシャル・トレイラーが公開された。その際、本作のタイトルは『Windfall』から『Dangerous Lies』に変更された。

## 評価
本作に対する批評家からの評価は伸び悩んでいる。映画批評集積サイトのRotten Tomatoesには20件のレビューがあり、批評家支持率は35%、平均点は10点満点で4.88点となっている。また、Metacriticには6件のレビューがあり、加重平均値は49/100となっている。